# Greatest Hits (album của ABBA)
Greatest Hits là album tổng hợp của nhóm nhạc pop Thụy Điển ABBA. Album này ban đầu được phát hành tại Scandinavia vào ngày 17 tháng 11 năm 1975  và ở các nơi khác trên thế giới vào năm 1976, đáng chú ý là Vương quốc Anh vào ngày 10 tháng 4 và vào ngày 18 tháng 9 tại Hoa Kỳ và Canada. Phiên bản năm 1976 của album chứa đĩa đơn hoàn toàn mới "Fernando", ban đầu không được phát hành dưới dạng bài hát ABBA mà là phiên bản solo bằng tiếng Thụy Điển của thành viên ban nhạc Anni-Frid Lyngstad trong album Frida của cô vào năm 1975.
Album được phát hành để đáp ứng với các album tổng hợp ABBA tương tự được phát hành vào thời điểm đó bởi các hãng thu âm ở các quốc gia khác đã cấp phép phát hành nhạc của ABBA trên lãnh thổ của họ và mối đe dọa bán hàng nhập khẩu của các bản tổng hợp đó ảnh hưởng đến thị trường quê nhà của ABBA. Điều này có nghĩa là thành công của Greatest Hits chủ yếu giới hạn ở Scandinavia, Anh và Bắc Mỹ, mặc dù quy mô của hai thị trường sau và mức độ thành công của nó đã đảm bảo rằng Greatest Hits là một trong những album bán chạy nhất của ABBA trên toàn thế giới.

## Bối cảnh
ABBA đã giành chiến thắng trong cuộc thi Eurovision Song vào tháng 4 năm 1974 với bài hát "Waterloo", tiếp tục trở thành một hit lớn trên khắp châu Âu và ở Úc và New Zealand. Tuy nhiên, những người độc thân theo dõi ngay lập tức không đạt được thành công tương tự, và mãi đến một năm sau đó, "I Do, I Do, I Do, I Do, I Do", "SOS" và " Mamma Mia" trở thành hit trên toàn thế giới và thu hút sự quan tâm đến ban nhạc. Để tận dụng sự hồi sinh của sự quan tâm này, một số nhãn hiệu trên khắp thế giới đã phát hành các bản tổng hợp được cấp phép của ABBA cho đến và bao gồm cả "Mamma Mia" - bao gồm một bản hit hay nhất có tựa đề tương tự của Disques Vogue của Pháp và The Best of ABBA, được phát hành bởi bộ phận Polydor Records của Tây Đức và của RCA Victor tại Úc và New Zealand. Để chống lại khả năng nhập khẩu các bản thu này ở Scandinavia, hãng thu âm Polar Music của ABBA đã phát hành phiên bản Greatest Hit của riêng họ.